# Cité de Vincent
La Cité de Vincent (City en anglais) est une zone d'administration locale dans la banlieue de Perth en Australie-Occidentale en Australie immédiatement au nord du centre-ville.
La cité de Vincent doit son nom à la grand'rue qui la traverse. On ne connaît pas avec certitude l'origine du nom de la rue.
La cité est divisée en un certain nombre de localités :
- Highgate
- Leederville
- Mount Hawthorn
- Mount Lawley
- Perth
- Perth Est
- Perth Nord
- Perth Ouest

La ville a 8 conseillers et est découpée en deux circonscriptions :
- North Ward (4 conseillers)
- South Ward (4 conseillers)